# Síndrome de Cruveilhier-Baumgarten
Síndrome de Cruveilhier-Baumgarten caracteriza-se pelo aumento anormal de resistência ao fluxo sanguíneo dentro do sistema porta hepático, frequentemente observada na cirrose hepática e em condições com obstrução da veia porta.
Ela pode ser confirmada quando há evidências de:
Circulação colateral superficial na parede abdominal em paciente com hipertensão portal.
Recanalização da veia paraumbilical.
Sopro na região umbilical.